# Globularia neapolitana
Globularia neapolitana är en grobladsväxtart som beskrevs av Otto Karl Anton Schwarz. Globularia neapolitana ingår i släktet bergskrabbor, och familjen grobladsväxter. Inga underarter finns listade i Catalogue of Life.